# The Day of Reckoning (film 1914)
The Day of Reckoning è un cortometraggio muto del 1914 diretto da J. Arthur Nelson.

## Produzione
Il film fu prodotto dalla Colorado Motion Picture Company.

## Distribuzione
Distribuito dalla Warner Features Company, il film - un cortometraggio di tre bobine - uscì nelle sale cinematografiche USA il 10 agosto 1914. È stato girato a San Diego, in California.